# Bakchus (hudební skupina)
Bakchus je hudební skupina zabývající se středověkou a renesanční hudbou, založená roku 2006. Kapela vystupuje na festivalech a středověkých slavnostech po velké části Evropy a podílí se také na natáčení televizních a filmových pořadů (Borgia, Cyril a Metoděj, Poutnice...).
Používá repliky starých nástrojů, např. dudy, šalmaje, rohy, cistra, kvinterna, Harfa, fidula, loutna, theorba, bubny.

## Členové
Vystupuje v obsazení Richard Závada (umělecký vedoucí), Vladimír Třebický, Václav Polívka, Radek Seidl.

## Diskografie
- Tempus Est Iocundum (CD, 2007)
- Quid Facis Peccator? (CD, 2014)